# Municipio de Washington (condado de Hardin)
El municipio de Washington (en inglés: Washington Township) es un municipio ubicado en el condado de Hardin en el estado estadounidense de Ohio. En el año 2010 tenía una población de 729 habitantes y una densidad poblacional de 7,85 personas por km².

## Geografía
El municipio de Washington se encuentra ubicado en las coordenadas 40°46′34″N 83°42′32″O / 40.77611, -83.70889. Según la Oficina del Censo de los Estados Unidos, el municipio tiene una superficie total de 92.86 km², de la cual 92,86 km² corresponden a tierra firme y (0 %) 0 km² es agua.

## Demografía
Según el censo de 2010, había 729 personas residiendo en el municipio de Washington. La densidad de población era de 7,85 hab./km². De los 729 habitantes, el municipio de Washington estaba compuesto por el 97,26 % blancos, el 0,27 % eran afroamericanos, el 0,27 % eran amerindios, el 0,27 % eran de otras razas y el 1,92 % eran de una mezcla de razas. Del total de la población el 1,23 % eran hispanos o latinos de cualquier raza.